# Nui
Nui（ぬい）は、日本のイラストレーター、著作家、時代劇リサーチャー、ラジオパーソナリティである。ラジオ番組「時代劇が好きなのだ!」のパーソナリティ。

## 経歴
- テレビ時代劇のレギュラー放送が減っていった1990年代以降に育ちながら、時代劇に登場する美男子の絵を描き続けていたところ、ラジオ番組「時代劇が好きなのだ!」のMCに起用される。
- 耽美的な絵を描き、ポップでビビッドな表現から写実的画風まで得意とする。
- 日本文学を好み、好きな作家に三島由紀夫、花村萬月などを挙げている。
- 時代劇『必殺仕事人V』のキャラクター、花屋の政（鍛冶屋の政）・組紐屋の竜（村上弘明・京本政樹）、『水戸黄門』のキャラクター、五代目佐々木助三郎・渥美格之進（原田龍二・合田雅吏）のマニア。

## 人物・特徴
- 時代劇の美男子を描くイラストレーターという立場と、マニアックで独特の視点を活かした質問で、ラジオゲストから貴重な話を引き出すことに定評がある。
- R&Bやハードロックやヘヴィメタルなどの洋楽を好んで聞く。聖飢魔IIなどのファンで過去に所属していたメンバーの公認サイトを運営していた過去がある。
- 元システムエンジニア、WebクリエイターとしてIT企業に従事していた。
- 外国文化に関心を持ち、海外旅行を一番の趣味としている。
- 著名人との交友関係も広く、声優の小宮山清とも交友がある[1]。

## 略歴

### ラジオ・Podcast
- 2023年10月 - 「時代劇が好きなのだ!」（ラジオフチューズおよびPodcast） - MC

#### ラジオで対談した主な著名人
俳優・声優：
- 山内としお
- 村上弘明
- 合田雅吏
- 阿部進之介
- 林与一
- 松平健
- 緒方恵美（声優）

クリエイター：
- 岡本英郎
- 近藤ゆたか
- 佐藤懐智

### 連載・執筆
- 2023年8月 - 『別冊ゆうふぉりあ』取材・編集・イラスト[2]
- 2024年1月 - リイド社 時代劇漫画雑誌『コミック乱』イラストコラム連載開始[3]

### アート・イラスト
- 2021年12月4日〜12日 - 二人展「日本の美男子〜美の継承〜」ミレニアル世代が描く昭和スター・大川橋蔵×京本政樹（銀座アートギャラリー・ピエニュ）
- 2023年6月 - 『ファイナルファンタジーXVI』広告・TVCM油絵制作チーム参加[4]
  - デジタルサイネージ広告：渋谷、梅田、天神、新宿駅
- 2023年8月 - 『別冊ゆうふぉりあ』取材・編集・イラスト
- 2023年 - Vtuber土野こずえ「あかね雲」カバー イラスト[5]
- 2024年 - Vtuber土野こずえ「女は海」カバー イラスト[6]

### メディア掲載
- 2022年1月 - 美術誌『月刊アートコレクターズ』（生活の友社）「編集部のこれが欲しかった」コーナー
- 2022年 - 『パッケージデザイン総覧2022年版』（日報ビジネス）
- 2023年 - 「映画秘宝公式note」　『はじめての政竜入門』掲載[7]

### その他
- NECKY feat.STEVIE（44MAGNUM）「ALIVE」日本語詞編集